# آپیوپردون
آپیوپردون پیریفورم که معمولاً به عنوان پفک گلابی شکل یا پافبال کنده شناخته می‌شود، یک قارچ ساپروبیک است که در بیشتر نقاط جهان وجود دارد. این پفک که در پاییز ظاهر می‌شود، روی کنده‌های در حال پوسیدگی چوب‌های برگ‌ریز و مخروطی رایج و فراوان است. زمانی که هنوز بالغ نشده باشد و گوشت داخلی آن سفید باشد، خوراکی انتخابی محسوب می‌شود. اغلب لیکوپردون پیریفورم نامیده می‌شود، اما در سال ۲۰۱۷ بر اساس تفاوت‌های فیلوژنتیکی و مورفولوژیکی به آپیوپردون منتقل شد. تنها گونه در این جنس است.

## طبقه‌بندی
این قارچ برای اولین بار در مقالات علمی توسط جاکوب کریستین شافر در سال ۱۷۷۴ توصیف شد در سال ۲۰۰۱، شواهد دی ان ای گردآوری شده توسط دیرک کروگر و تعدادی دیگر از قارچ شناسان نشان داد که جنس لیکوپردون پلی فیلتیک است و گلابی شکل به‌طور قابل توجهی با گروه متفاوت است. این یافته توسط چندین تفاوت مورفولوژیکی از جمله وجود ریزومورف‌ها و ترجیح آن برای چوب پشتیبانی می‌شود. انتشار تحقیقات بیشتر در سال ۲۰۰۳، پف بال را به جنس مورگانلا منتقل کرد که انتهای آن برای توافق تغییر کرد. با این حال، در سال ۲۰۰۸، لارسون و جپسون، فیلوژنی لیکوپرداسه را با نمونه‌برداری گسترده‌تر از گونه‌ها بازبینی کردند و تاکسون را در لیکوپردون حفظ کردند. در سال ۲۰۱۷ به آپیوپردون پیریفورم تغییر نام داد. لقب خاص پیریفورم لاتین به معنای «گلابی شکل» است.

## شرح
بدنه میوه گلابی شکل گلابی ۱٫۵ تا ۴٫۵ است در عرض ۲ تا ۴٫۵ سانتی‌متر سانتی متر ارتفاع دارد. همان‌طور که از نام آن پیداست اغلب گلابی شکل هستند، اما ممکن است تقریباً کروی نیز باشند. هنگامی که بسیار جوان هستند با خارهای سفید کوچک پوشیده شده‌اند که معمولاً قبل از بلوغ می‌ریزند. یک منافذ کوچک در حال رشد ممکن است در بالا قابل مشاهده باشد، در حالی که پایه استریل قارچ کوچک است و به نظر می‌رسد که در آن فرورفته است. رنگ از تقریباً سفید تا قهوه ای مایل به زرد با سایه‌های تیره‌تر با افزایش سن تغییر می‌کند، اگرچه پایه سفید باقی می‌ماند. منافذ مرکزی در اواخر بلوغ پاره می‌شود تا باد و باران بتواند هاگ‌ها را پراکنده کند. پایه با استفاده از ریزومورف‌ها (رشته‌های ضخیم و طناب مانند میسلیوم) به چوب متصل می‌شود.
گلبا یا توده هاگ داخلی در جوانی سفید است، اما با افزایش سن به رنگ زرد مایل به سبز تا قهوه ای زیتونی تیره می‌شود. اندازه هاگ‌ها ۳ تا ۴٫۵ است میکرومتر و گرد، صاف و به رنگ قهوه ای زیتونی تیره هستند.
قارچ پفی گلمیخ‌دار یک گونه مشابه است.

## خوراکی بودن
این قارچ زمانی که هنوز بالغ نشده و گوشت داخلی آن سفید است، خوراکی انتخابی است. علاوه بر این، یک راهنما می‌گوید که پفک‌ها زمانی که میوه‌های متراکم دارند، خوراکی هستند. آنها را می‌توان به صورت تازه استفاده کرد، یا برای خشک کردن به برش‌های نازک برش داد، سپس می‌توان آنها را برای استفاده به عنوان پودر طعم دهنده پودر کرد.
باید احتیاط کرد زیرا اسکلرودرما سیترینوم و سایر گونه‌های اسکلرودرمی غیرقابل خوردن هستند.